# Vůz Bmz RJ
Vozy Bmz 61 81 21-90, 61 81 21-91 a 61 81 28-91 jsou řadami osobních vozů vyrobených původně pro Rakouské spolkové dráhy (ÖBB) v letech 1976–1978. V letech 2002-2010 byly u ÖBB modernizovány, společnost RegioJet postupně odkoupila minimálně 20 vozů.

## Vznik řady
Začátkem 70. let 20. století západoevropské železniční společnosti připravily společný nákup větší série komfortních vozů pro mezinárodní dopravu. Financování bylo zastřešeno organizací Eurofima, proto bývají tyto vozy souhrnně označovány jako Eurofima vozy. Společně objednaná série čítala 500 vozů, z ní ÖBB obdržely 100 vozů, z nich bylo 25 vozů 1. třídy Amz a 75 vozů 2. třídy Bmoz 61 81 21-71 000 ... 074. Všech 75 vozů prošlo v letech 2002-2010 modernizací, u 11 z nich byl navíc vybudován dětský koutek Kinderspielabteil (toto již v letech 1996 a 2001 před modernizací - Bmz 61 81 28-71) a u dalších 12 byl jeden oddíl upraven jako dětské kino (v letech 2007-2009 - Bmz 61 81 20-91).
Další série vozů si již objednávaly jednotlivé železniční společnosti samostatně, pro ÖBB byla takřka souběžně dodána další série 55 vozů, která byla označena jako Bmoz 61 81 21-70 000 ... 054. Také tyto vozy prošly modernizací v letech 2003-2009.

## Technické informace
Jedná se o oddílové klimatizované vozy 2. třídy o délce 26 400 mm, po modernizaci všechny se zvýšenou rychlostí ze 160 km/h na 200 km/h.

Bmz 61 81 21-91 - 11 šestimístných oddílů, podvozky Fiat Y270S

Bmz 61 81 28-91 - 7 šestimístných oddílů + dětský koutek (místo tří oddílů), podvozky Fiat Y270S

Bmz 61 81 21-90 - 11 šestimístných oddílů, podvozky SGP VS-RIC, zalamovací dveře

## Provoz u RegioJetu
První skupinu 2 vozů řady 21-91 a 7 vozů 21-90 zakoupil RegioJet v roce 2011, na přelomu let 2013/2014 následovala skupina 11 vozů řady 28-91. Vozy jsou lakovány do firemního žluto-černého nátěru. Vozům zůstalo původní rakouské označení, jsou stále registrovány v Rakousku, pouze vlastnická zkratka byla změněna na A-RJ. Vozy jsou zařazeny do třídy standard, místa v dětském kupé jsou přednostně určena pro rodiče s dětmi od 2 do 6 let.

## Fotografie

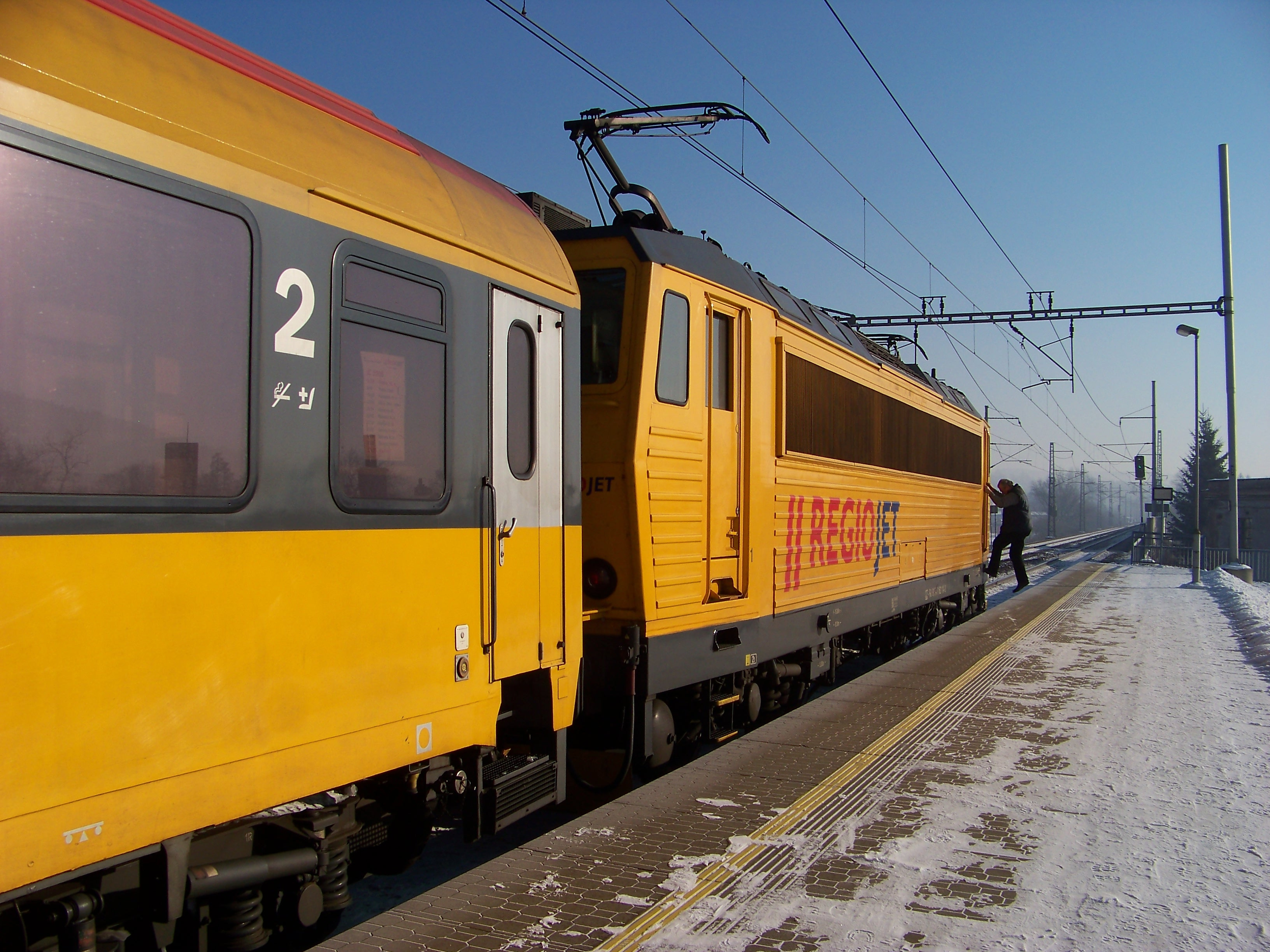